# 四身襖
四身襖（越南语：／），是越南的傳統民族服飾之一。通常为女性所穿着，它是一件轻盈的外衣，长度幾乎可到地面。衣服的前面开敞，与汉服类似，但衣襟沒有漢服褙子的衣緣。自腰部以下，外衣分成两个部分：一个完整的衣摆在後面（由两片衣下摆縫在一起），前面的两个衣摆不縫在一起，但可以结在一起，或任其懸摆。內穿襦裙、衫褲或越式肚兜加裙子或褲，並束上腰帶。
古代越南平民女性日常穿的便服四身襖通常由普通織物制成，顏色偏深。当需要在特殊的场合（如节日、婚礼等）穿着时，人们通常采用较好的面料和鲜艳的颜色。由於現代四身襖一般只在節慶穿著，多数现代的四身襖颜色绚丽，而古时的越南人平日穿的四身襖则偏好素色。

## 歷史

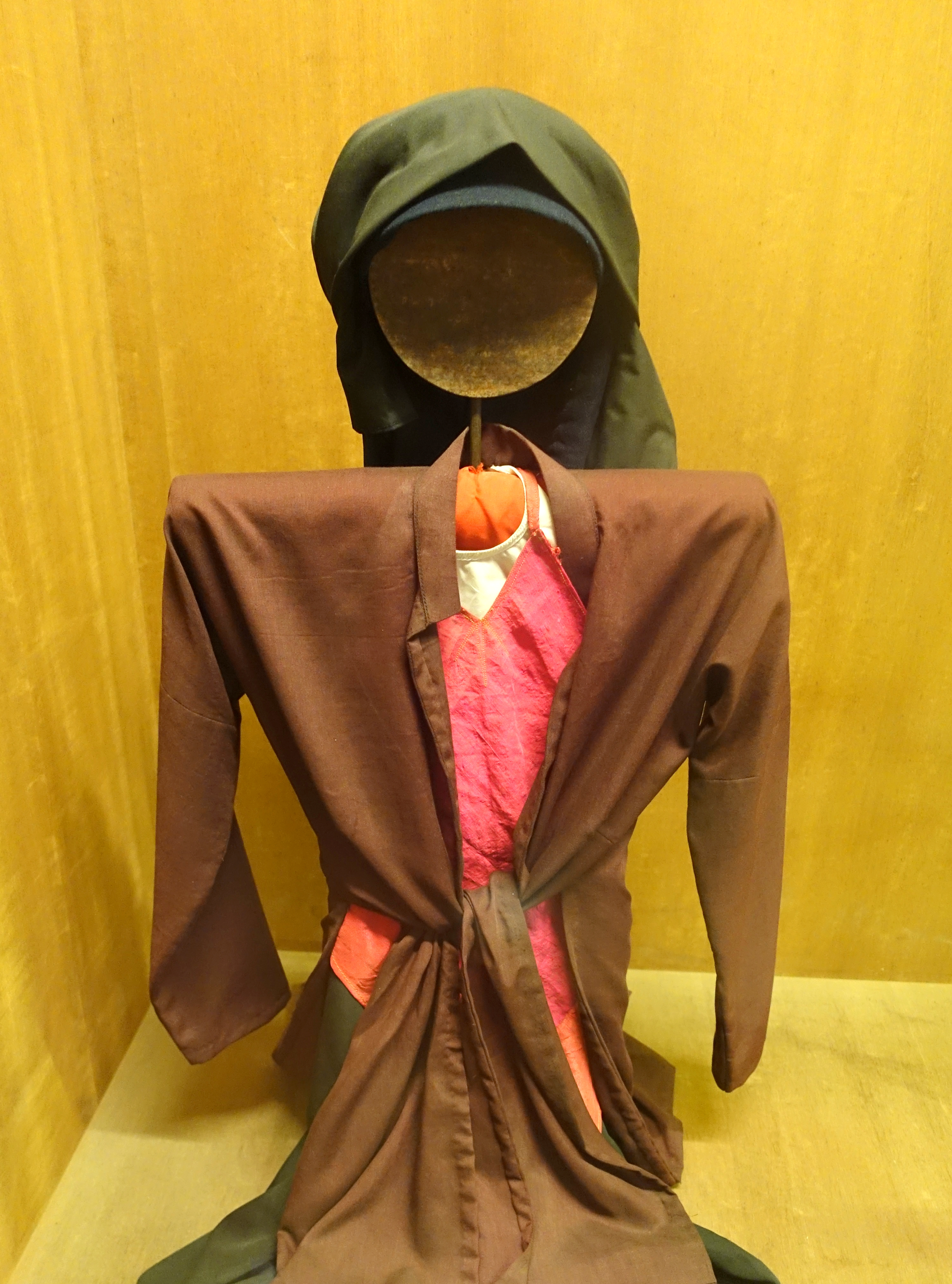
四身襖

四身襖可被視為越南歷史最為久遠的文化元素之一，從公元12世纪到20世纪早期，它是越南妇女中最常见的一种服饰。它的发展也伴随着中国汉服的传入。
随着历史上越南领土不断往南扩张，不同地区之前的文化差异亦逐渐显现出来，四身襖逐渐成为了越南北方女性的服饰代表。

## 四身襖在現代越南

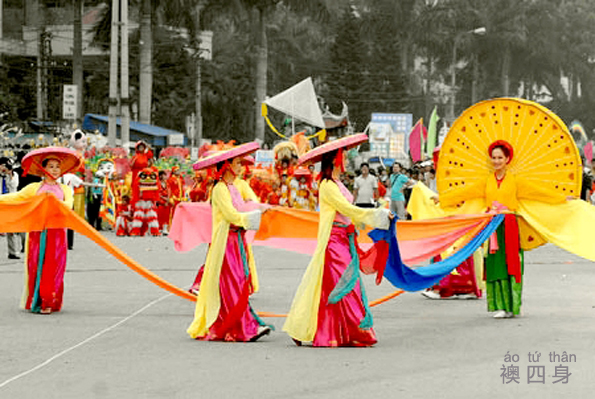
節日慶典中身着四身襖的越南婦女

四身襖在现代越南的日常生活中已经逐渐消失，但常常可以在传统的节日庆典中看到，尤其在越南北部地区。现在（大多在与越南北方有关的节日庆典中），多数四身襖倾向于使用非常绚丽的色彩，从束腰上衣到裙子和内衣，整件服装采用多种不同色调。
在越南南部，轻便的丝绸服饰三妑襖被更普遍的使用。

## 参見
- 越南服飾
  - 越服
  - 越南長襖
  - 交領襖
  - 五身襖
  - 三妑襖
  - 肚兜